# Martin Scheidt
Martin Scheidt ist ein deutscher ehemaliger Polizist, Schauspieler und Autor.

## Werdegang
Scheidt ist ehemaliger Kriminaloberkommissar, der für das Landeskriminalamt Nordrhein-Westfalen und das Landeskriminalamt Berlin tätig war. Im Rahmen der Fernsehserie Einsatz für Ellrich hatte er 2004 seine ersten Auftritte als Schauspieler. Er spielte sich selbst in der Rolle des Kriminaloberkommissars an der Seite von Teamleiterin Ilona Ellrich und Jürgen Schönewald. 2013 spielte Martin Scheidt in drei Episoden der Serie Achtung Kontrolle! – Einsatz für die Ordnungshüter den Kommissar Martin Lorenz und war ab 2015 in Der Blaulicht Report als Polizeioberkommissar Lars Greiner zu sehen.
Neben seinen Fernsehtätigkeiten ist Scheidt als Privatermittler in Nordrhein-Westfalen tätig. Er ist Autor des Buches Tarnen, Täuschen, Observieren – Verdeckte Einsätze – Geheime Methoden und Strategien – Wie private Ermittler heute operieren.

## Filmographie
- 2004: Einsatz für Ellrich (50 Episoden)
- 2004: Das Strafgericht (1 Episode)
- 2013: Achtung Kontrolle (3 Episoden)
- 2015: Der Blaulicht Report (150 Episoden)

## Bücher
- Tarnen, Täuschen, Observieren – Verdeckte Einsätze – Geheime Methoden und Strategien – Wie private Ermittler heute operieren. 2022

- Geistig gesund bleiben – Gedächtnistraining für Senioren. 2024